# 다마타키촌
다마타키촌(玉滝村)은 미에현 아야마군에 있던 촌이다. 현재 이가시의 북단에 해당한다. 

## 역사
- 1889년 4월 1일 - 정촌제 시행에 의해 야마다군 다마타키촌이 성립하였다.
- 1896년 4월 1일 - 군제 시행에 의해 아야마군으로 변경되었다.
- 1954년 10월 1일 - 가와이촌과 합병해 아하이촌이 성립하여, 동일 다마타키촌은 폐지되었다.

## 참고문헌
- 角川日本地名大辞典 24 三重県